# جی نیل بنت
جی نیل بنت (انگلیسی: J'Neil Bennett؛ زادهٔ ۷ دسامبر ۲۰۰۱) بازیکن فوتبال است.
وی همچنین در تیم ملی فوتبال زیر ۱۸ سال انگلستان بازی کرده‌است.